# Georg Knorr
Ernst Theodor Georg Knorr (Ruda, 19 ottobre 1859 – Davos, 15 aprile 1911) è stato un imprenditore tedesco, fondatore della Knorr-Bremse.

## Biografia

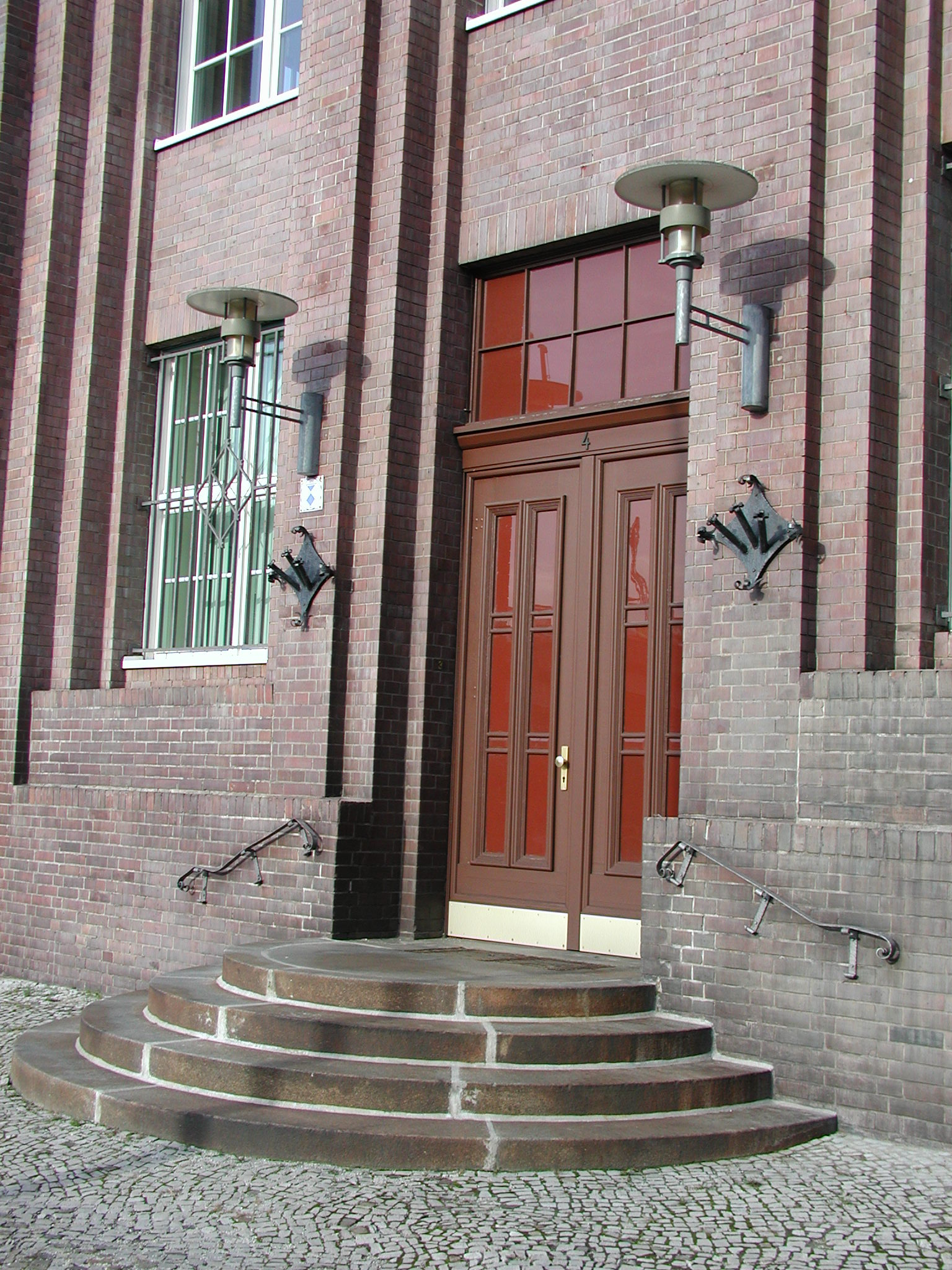
Entrata dell'edificio in Hirschberger Straße

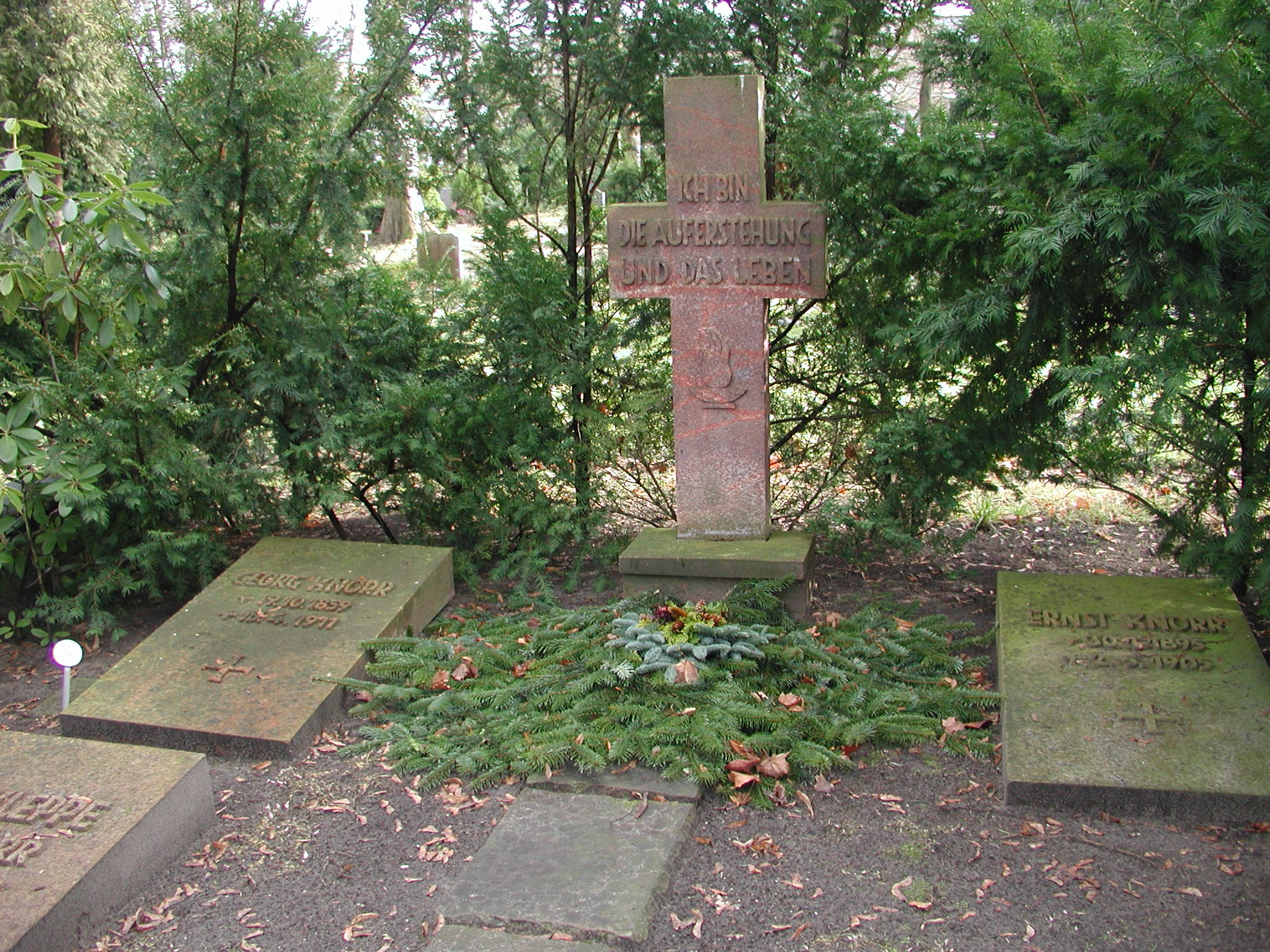
Tomba di famiglia Knorr, Friedhof in Karlshorst

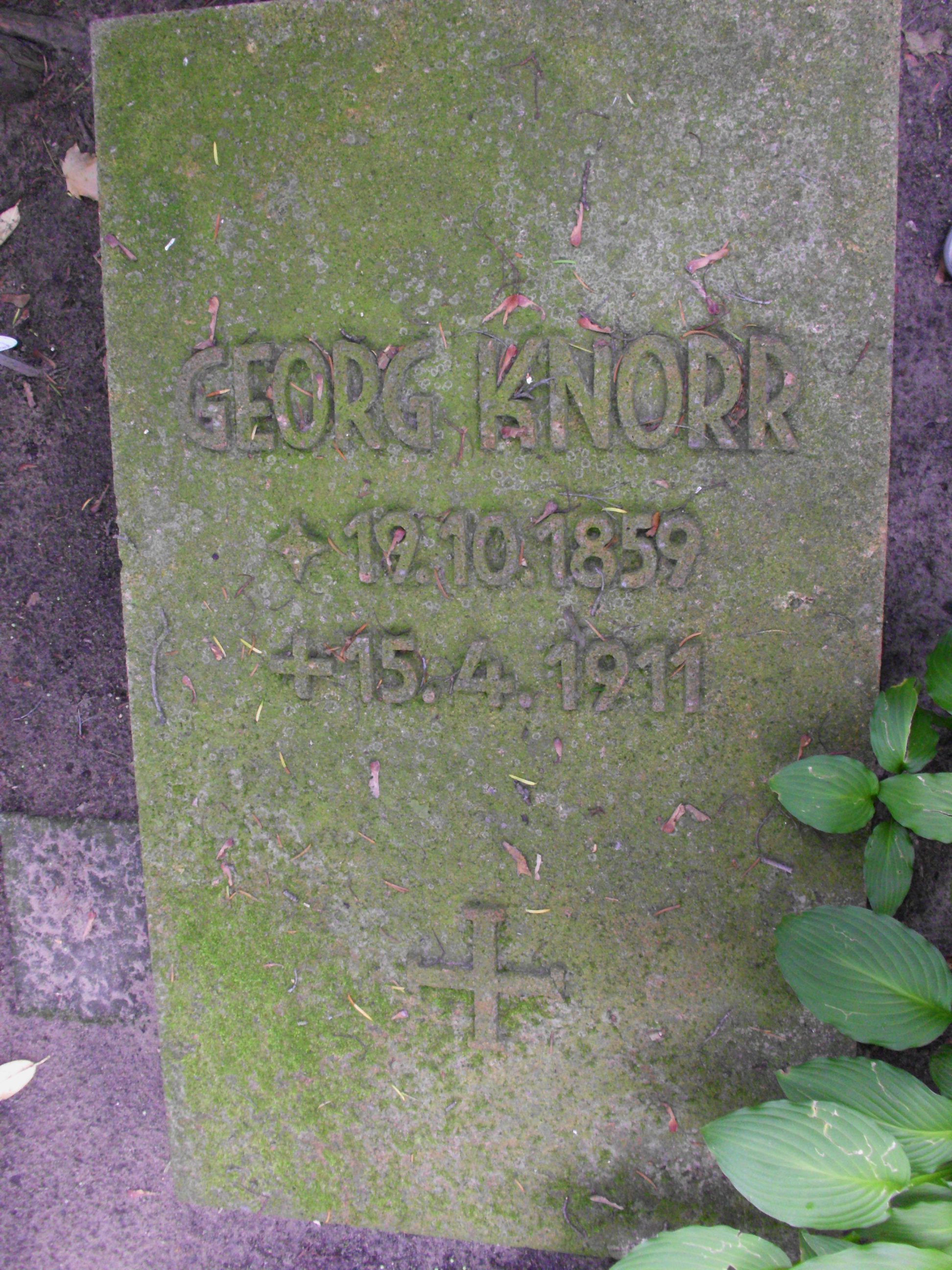
Lapide di Georg Knorr nella tomba di famiglia, Berliner Evangelischen Friedhof Karlshorst/Friedrichsfelde

Ernst Theodor Georg Knorr nasce a Ruda presso Nowe Miasto Lubawskie, all'epoca Kreis Löbau (Prussia occidentale), Prussia occidentale. Studiò fino al 1876 al Gymnasium e fece praticantato presso un'azienda ferroviaria. Si occupò di tecnica a Einbeck e frequentò il Politecnico di Braunschweig. Consegue il Burschenschaft Thuringia a Braunschweig. Poi il Burschenschaft Gothia Berlin. Dopo gli studi lavora presso le ferrovie di Krefeld, dove dal 1884 gli uffici berlinesi della statunitense Jesse Fairfield Carpenter (sede a Schöneberger Ufer 17 a Berlin-Tiergarten) prendono sede e dove Knorr sviluppa il sistema frenenate Zweikammer-Druckluftbremse, pneumatico a doppia camera. 
Il prodotto viene immesso sul mercato europeo da Carpenter, e rientra negli Stati Uniti. Georg Knorr acquisisce nel 1893 l'azienda Carpenter&Schulze. Georg Knorr lascia la produzione di Berlin-Britz e sviluppa nel 1900 il Knorr-Einkammerschnellbremse. Nel 1905, Georg Knorr fonda la Knorr-Bremse GmbH e compra il terreno confinante Nr. 13/14. L'architetto Alfred Grenander disegna la Neue Fabrik. Fonda la Knorr-Bremse GmbH. Con gli ingegneri Kunze e Hildebrand, Knorr sviluppa il freno pneumatico ferroviario noto come Kunze-Knorr-Bremse e poi lo Hildebrand-Knorr-Bremse. 
Nel 1911 il successo commerciale fu così grande da dover far diventare l'azienda una società azionaria, Knorr-Bremse Aktiengesellschaft (Knorr-Bremse AG) con quattro milioni di marchi di capitale sociale. Knorr ebbe il 17,6 % delle azioni.
Nel 1910 si ammalò di tubercolosi. Dopo una convalescenza a Davos morì nel 1911; fu sepolto nella tomba di famiglia al Friedhof der evangelischen Kirchengemeinde Zur frohen Botschaft (Berlino) nell'attuale Robert-Siewert-Straße, Berlin-Karlshorst, al campo W-1.

## Onorificenze
- Senatore onorario della Technischen Hochschule Braunschweig
- Roten Adlerordens 4. Klasse
- Associazione sportiva Georg Knorr di Berlino e Francoforte sull'Oder per il judo, Jūjutsu, ginnastica, fitness (sport), I Bundesliga[3]
- Parco a Berlino Landsberger Allee/Märkische Allee,
- Knorrpromenade a Berlin-Friedrichshain, dedicato a Knorr dal 1911
- Georg-Knorr-Straße a Berlin-Marzahn,
- Georg-Knorr-Straße a Hohenbrunn di Monaco di Baviera.